# Copa das Confederações da CAF de 2013 – Fase de Grupos
A Fase de Grupos da Copa das Confederações da CAF de 2013 foi disputada entre julho e setembro. Os oito vencedores da fase de play-off disputaram esta fase.

## Sorteio
O sorteio para a fase de grupos ocorreu em 14 de maio, 14:00 (UTC+2) na sede da CAF no Cairo, Egito.

## Grupos

### Grupo A
| Pos. | Equipe          | Pts | J | V | E | D | GP | GC | SG |
| ---- | --------------- | --- | - | - | - | - | -- | -- | -- |
| 1    | CS Sfaxien      | 14  | 6 | 4 | 2 | 0 | 8  | 3  | +5 |
| 2    | Stade Malien    | 8   | 6 | 2 | 2 | 2 | 3  | 4  | –1 |
| 3    | Étoile du Sahel | 6   | 6 | 1 | 3 | 2 | 3  | 4  | –1 |
| 4    | Saint George    | 4   | 6 | 1 | 1 | 4 | 4  | 15 | –3 |

| 21 de julho   | Saint George           | 2 – 0     | Stade Malien | Estádio Adis Abeba, Adis Abeba |
| 16:00 (UTC+3) | Oumed 16' · Fitsum 84' | Relatório |              | Árbitro: SEN Badara Diatta     |

| 21 de julho   | CS Sfaxien  | 1 – 0     | Étoile du Sahel | Stade Taïeb Mhiri, Sfax      |
| 22:00 (UTC+1) | Kouyaté 18' | Relatório |                 | Árbitro: CIV Noumandiez Doué |

| 3 de agosto   | Étoile du Sahel           | 2 – 1     | Saint George | Stade Olympique de Sousse, Sousse |
| 22:00 (UTC+1) | Jbali 27' · Bounedjah 71' | Relatório | Nafkha 17'   | Árbitro: KEN Davies Omweno        |

| 4 de agosto   | Stade Malien  | 1 – 2     | CS Sfaxien                    | Stade Modibo Kéïta, Bamako  |
| 16:30 (UTC+0) | Cissoko 45+1' | Relatório | Kouyaté 47' · Ben Youssef 78' | Árbitro: RSA Daniel Bennett |

| 17 de agosto  | Stade Malien | 0 – 0     | Étoile du Sahel | Stade Modibo Kéïta, Bamako   |
| 16:00 (UTC+0) |              | Relatório |                 | Árbitro: KEN Sylvester Kirwa |

| 18 de agosto  | Saint George | 1 – 3     | CS Sfaxien                                     | Estádio Adis Abeba, Adis Abeba |
| 16:00 (UTC+3) | Ukuri 66'    | Relatório | Kouyaté 10' · Maâloul 24' (pen) · Hannachi 28' | Árbitro: MAR Rédouane Jiyed    |

| 31 de agosto  | Étoile du Sahel | 0 – 1     | Stade Malien | Stade Olympique de Sousse, Sousse |
| 19:00 (UTC+1) |                 | Relatório | Diawara 81'  | Árbitro: ZAM Janny Sikazwe        |

| 1 de setembro | CS Sfaxien      | 1 – 0     | Saint George | Stade El Menzah, Tunes          |
| 16:00 (UTC+1) | Ben Youssef 68' | Relatório |              | Árbitro: GAB Eric Otogo-Castane |

| 14 de setembro | Étoile du Sahel | 1 – 1     | CS Sfaxien        | Stade Olympique de Sousse, Sousse |
| 19:00 (UTC+1)  | Jbali 40'       | Relatório | Ben Youssef 45+2' | Árbitro: ALG Mehdi Abid Charef    |

| 15 de setembro | Stade Malien | 1 – 0     | Saint George | Stade Modibo Kéïta, Bamako          |
| 16:00 (UTC+0)  | Diawara 82'  | Relatório |              | Árbitro: EGY Mohamed Farouk Mahmoud |

| 22 de setembro | CS Sfaxien | 0 – 0     | Stade Malien | Stade El Menzah, Tunes          |
| 14:00 (UTC+1)  |            | Relatório |              | Árbitro: MAR Bouchaib El Ahrach |

| 22 de setembro | Saint George | 0 – 0     | Étoile du Sahel | Estádio Adis Abeba, Adis Abeba |
| 16:00 (UTC+3)  |              | Relatório |                 | Árbitro: BFA Juste Zio         |

### Grupo B
| Pos. | Equipe       | Pts | J | V | E | D | GP | GC | SG |
| ---- | ------------ | --- | - | - | - | - | -- | -- | -- |
| 1    | TP Mazembe   | 10  | 6 | 3 | 1 | 2 | 9  | 6  | +3 |
| 2    | CA Bizertin  | 8   | 6 | 2 | 2 | 2 | 3  | 3  | 0  |
| 3    | FUS de Rabat | 8   | 6 | 2 | 2 | 2 | 5  | 6  | –1 |
| 4    | ES Sétif     | 6   | 6 | 1 | 3 | 2 | 5  | 7  | –2 |

| 19 de julho   | ES Sétif    | 1 – 1     | TP Mazembe | Stade 8 Mai 1945, Setif     |
| 22:00 (UTC+1) | Delhoum 82' | Relatório | Samata 81' | Árbitro: GAM Gassama Bakary |

| 20 de julho   | FUS Rabat  | 1 – 1     | CA Bizertin | Estádio Príncipe Moulay Abdellah, Rabat |
| 22:00 (UTC+0) | Feddal 84' | Relatório | Rjaibi 74'  | Árbitro: GAB Eric Otogo-Castane         |

| 3 de agosto   | TP Mazembe                          | 3 – 0     | FUS Rabat | Stade TP Mazembe, Lubumbashi |
| 15:00 (UTC+2) | Asante 6' · Samata 12' · Traoré 55' | Relatório |           | Árbitro: MLI Koman Coulibaly |

| 4 de agosto   | CA Bizertin | 0 – 0     | ES Sétif | Stade Chedli Zouiten, Tunes |
| 22:00 (UTC+1) |             | Relatório |          | Árbitro: MRT Ali Lemghaifry |

| 16 de agosto  | CA Bizertin | 1 – 0     | TP Mazembe | Stade 15 Octobre, Bizerta             |
| 19:00 (UTC+1) | Salhi 87'   | Relatório |            | Árbitro: GUI Aboubacar Mario Bangoura |

| 18 de agosto  | FUS Rabat | 1 – 0     | ES Sétif | Estádio Príncipe Moulay Abdellah, Rabat |
| 19:00 (UTC+1) | Batna 34' | Relatório |          | Árbitro: RWA Hudu Munyemana             |

| 30 de agosto  | ES Sétif         | 1 – 1     | FUS Rabat    | Stade 8 Mai 1945, Setif   |
| 20:30 (UTC+1) | Gourmi 14' (pen) | Relatório | El Bahri 77' | Árbitro: CMR Neant Alioum |

| 1 de setembro | TP Mazembe | 1 – 0     | CA Bizertin | Stade TP Mazembe, Lubumbashi         |
| 15:30 (UTC+2) | Kalaba 85' | Relatório |             | Árbitro: MAU Rajindraparsad Seechurn |

| 14 de setembro | TP Mazembe                                 | 4 – 2     | ES Sétif             | Stade TP Mazembe, Lubumbashi |
| 15:30 (UTC+2)  | Ulimwengu 4', 27' · Mputu 16' · Samata 63' | Relatório | Ziti 5' · Gourmi 72' | Árbitro: EGY Gehad Grisha    |

| 15 de setembro | CA Bizertin | 1 – 0     | FUS Rabat | Stade 15 Octobre, Bizerta      |
| 16:00 (UTC+1)  | Machani 90' | Relatório |           | Árbitro: NAM Rainhold Shikongo |

| 21 de setembro | ES Sétif    | 1 – 0     | CA Bizertin | Stade 8 Mai 1945, Setif     |
| 19:00 (UTC+1)  | Boukria 85' | Relatório |             | Árbitro: GHA William Agbovi |

| 21 de setembro | FUS Rabat                 | 2 – 0     | TP Mazembe | Estádio Príncipe Moulay Abdellah, Rabat |
| 19:00 (UTC+1)  | Halfi 38' · El Araoui 53' | Relatório |            | Árbitro: SUD Khalid Abdel Rahman        |